# کازینو کاتالینا
کازینو کاتالینا (به انگلیسی: Catalina Casino) یک مرکز سرگرمی در آوالون در جزیره سانتا کاتالینا است که در فاصله دوری از سواحل لس آنجلس در کالیفرنیا، ایالات متحده قرار دارد. این کازینو بزرگ‌ترین ساختمان در جزیره بوده و برجسته‌ترین مکان دیدنی است که هنگام ورود به جزیره از سمت سرزمین اصلی، در خلیج آوالون قابل مشاهده است.
این ساختمان بزرگ شامل یک سالن سینما، سالن رقص است که در سابق یک موزه تاریخ و هنر در جزیره بود. کازینو کاتالینا نام خود را از واژه اسپانیایی کازینو گرفته است که به معنای «محل گردهمایی» یا تشکیلاتی است که از آن برای تعاملات اجتماعی و گاهی اوقات نمایش و رقص استفاده می‌شود. برخلاف استفاده رایج انگلیسی از واژه کازینو، این لغت هیچگاه به معنی مکانی برای قمار نبوده است.